# Ugoda perejasławska (1630)
Ugoda perejasławska 1630 roku – porozumienie zawarte w drugiej połowie czerwca 1630 pomiędzy powstańcami kozackimi pod wodzą Tarasa Fedorowicza, biorącymi udział w powstaniu Fedorowicza, a wojskami polskimi pod przywództwem Stanisława Koniecpolskiego.

## Przyczyny powstania
Do powstania przeciwko władzy polskiej doprowadził szereg problemów. Był to między innymi konflikt religijny pomiędzy wyznawcami ustanowionego w 1595 (unia brzeska) kościołem unickim, a wyznawcami prawosławia, którzy nie przyjęli unii.
Bardzo bolesnym problemem, który mógł doprowadzić do wojny Rzeczypospolitej z Turcją były samowolne wyprawy łupieżcze Kozaków (formalnie podległych królowi polskiemu) na ziemie sułtana. Bardzo podobny problem miał sam władca turecki z Tatarami, samowolnie łupiącymi z kolei pogranicza Polski. Wyprawy kozackie organizowane były spływem czajkami, poprzez Dniepr i Morze Czarne.
Kolejnym problemem były napięcia pomiędzy nielicznymi Kozakami rejestrowymi (którzy zdołali wywalczyć sobie szereg przywilejów od Rzeczypospolitej) a Kozakami pozostającymi poza rejestrem.
Ludność Ukrainy naddnieprzańskiej cierpiała jednocześnie z powodu wyzysku przez polskich i ruskich magnatów i podlegających im dzierżawców.
Ostatecznie wojsko polskie musiało oddać Korsuń i nie zdołało pokonać zgromadzonych pod Perejasławiem Kozaków (okopali się oni w taborze i bez artylerii bardzo ciężko było ich pokonać), dlatego 8 czerwca 1630 roku rozpoczęto negocjacje, które w rezultacie doprowadziły do podpisania Ugody.

## Warunki ugody i następstwa
Kozacy zobowiązali się zaprzestać wypraw na ziemie tureckie oraz symbolicznie spalić swoje czajki. Stanisław Koniecpolski naciskał na wydanie przywódcy Tarasa Fedorowicza, w Ugodzie jednak odstąpiono od tego, gwarantując mu wolność lecz odsuwając od dowództwa. Liczbę Kozaków rejestrowych powiększono do 8000. Kozacy zobowiązali się także oddać zdobyte 15 czerwca armaty.
Sama Ugoda nie zadowalała żadnej ze stron. Mimo zgody ze strony starszyzny kozackiej na jej podpisanie, sam Fedorowicz był przeciwny jej zapisom (nie uzyskał swoich celów) i wkrótce opuścił Perejasław wraz ze swoimi stronnikami, aby organizować kolejne powstanie przeciwko Polakom (bez większych sukcesów).
Zapisy Ugody pozostały martwe i praktycznie nie weszły w życie, doprowadzając tym samym do kolejnych napięć między Rzecząpospolitą a Kozakami i wybuchu kolejnych powstań kozackich.